# Condylostylus erectus
Condylostylus erectus är en tvåvingeart som beskrevs av Becker 1922. Condylostylus erectus ingår i släktet Condylostylus och familjen styltflugor. Inga underarter finns listade i Catalogue of Life.